# Chomelia delascioi
Chomelia delascioi är en måreväxtart som beskrevs av Julian Alfred Steyermark. Chomelia delascioi ingår i släktet Chomelia och familjen måreväxter. Inga underarter finns listade i Catalogue of Life.